# Gourdon, Lot
Gourdon este un oraș în sudul Franței, sub-prefectură a departamentului Lot, în regiunea Midi-Pirinei. 
Gourdon este o comună în departamentul Lot din sudul Franței. În 2009 avea o populație de 4.622 de locuitori.

## Monumente

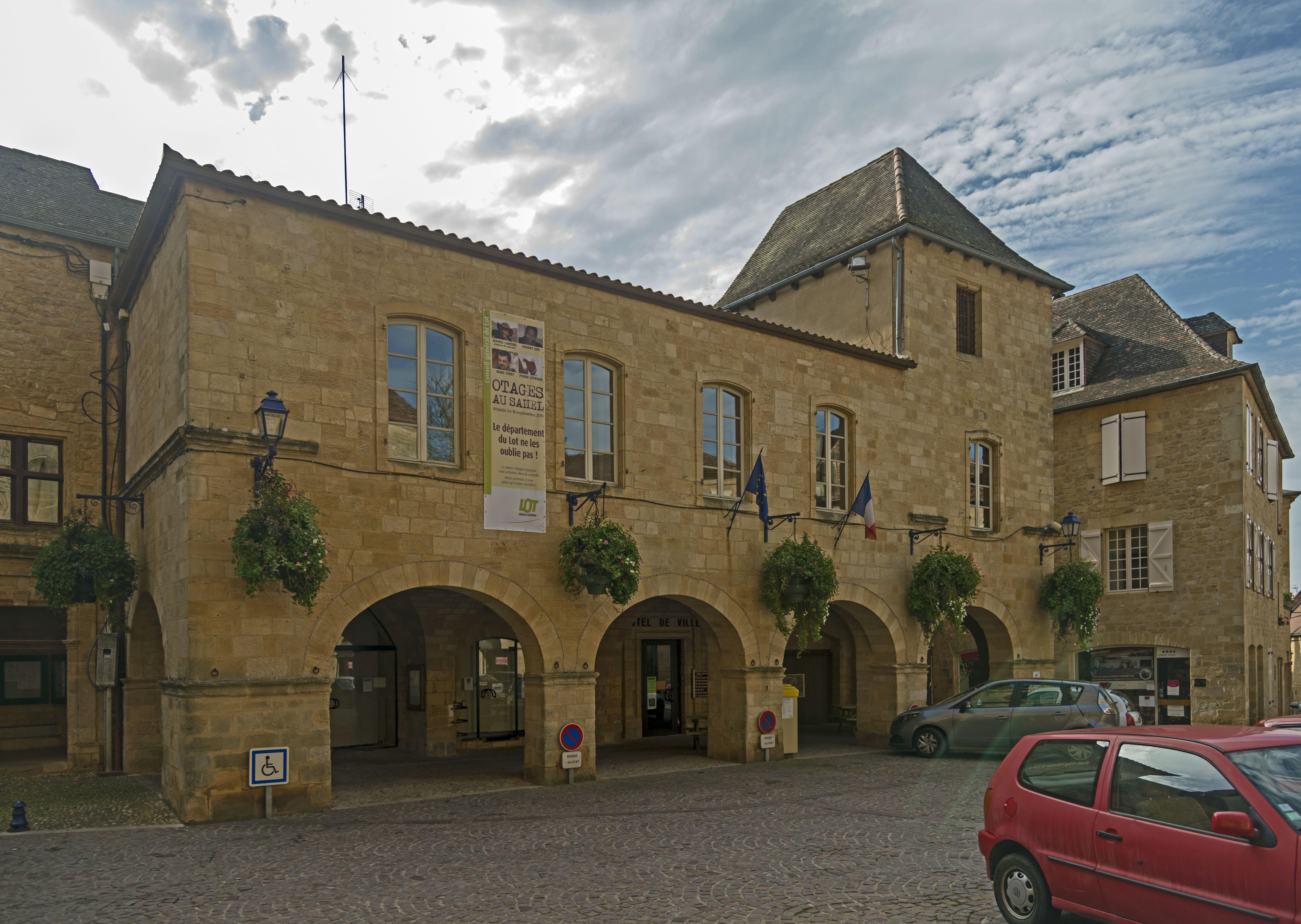
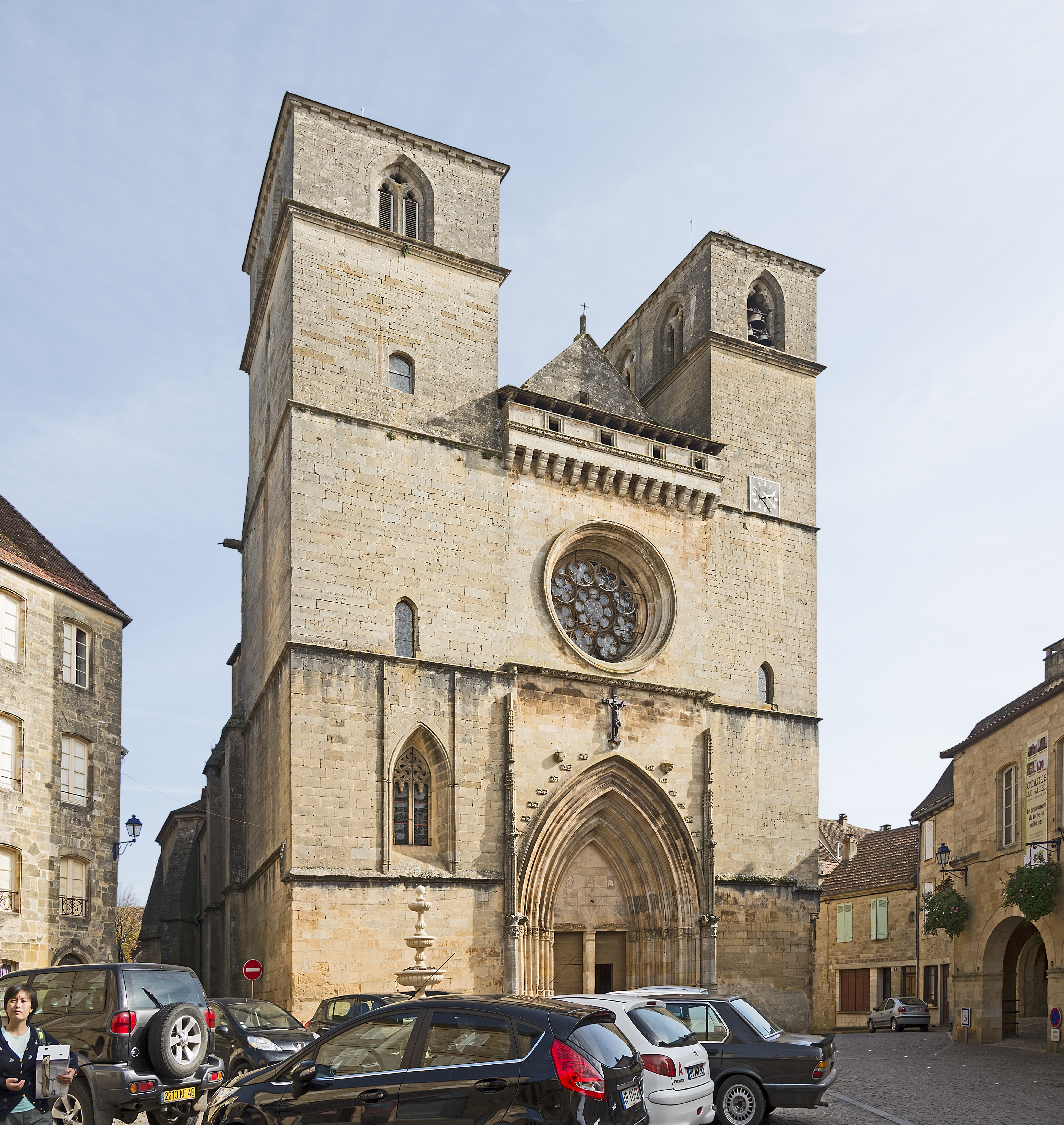
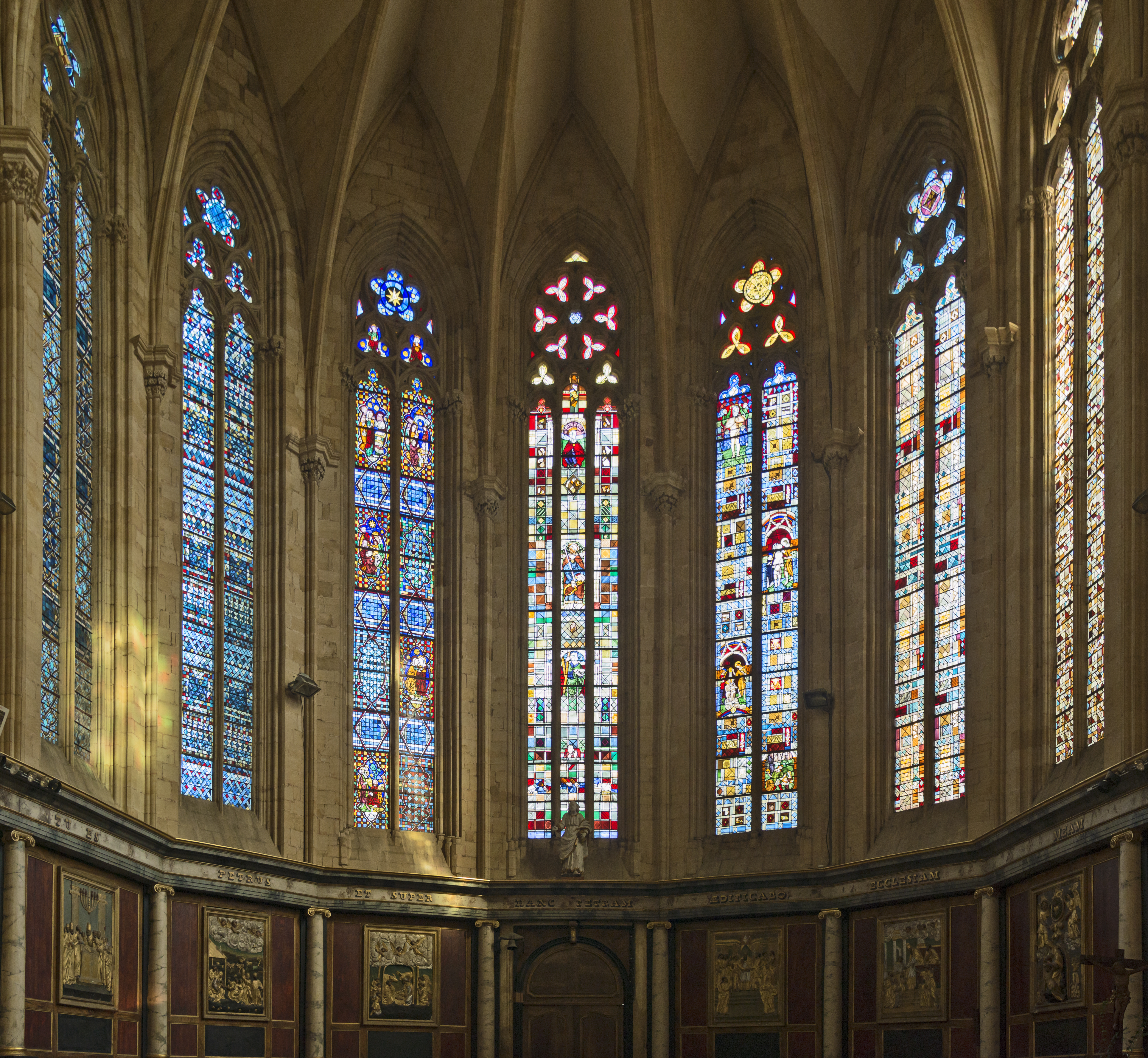

## Evoluția populației
| An        | 1975  | 1982  | 1990  | 1999  | 2006  | 2009  |
| --------- | ----- | ----- | ----- | ----- | ----- | ----- |
| Populație | 4.728 | 4.899 | 4.851 | 4.882 | 4.669 | 4.622 |